# 薬師丸ひろ子 ベスト・コレクション
『薬師丸ひろ子 ベスト・コレクション』（やくしまるひろこ ベスト・コレクション）は、1986年12月6日に発売された薬師丸ひろ子の1枚目のベスト・アルバム。シングルA面曲を中心に、アルバム収録曲や未発表曲なども収録されている。発売元はEASTWORLD / 東芝EMI(現・ユニバーサルミュージック)。規格品番はCA32-1333。

## 概要
薬師丸にとって初のベスト・アルバム。デビューシングル「セーラー服と機関銃」のリアレンジ・バージョンを始め、8枚目のシングル「ささやきのステップ」までの表題曲を全て収録し、ほか「探偵物語」と両A面扱いだった「すこしだけやさしく」、アルバム『古今集』から1曲、『花図鑑』からは2曲が選曲され、更に新曲「2×2 (two by two)」を収録している。
LPレコードには、カラー・ピンナップが2枚添付された。

### チャート成績
オリコン・アルバムチャートの最高位は7位。累計20万枚近いセールスを記録した。

## 収録曲

### LP / CT
| #  | タイトル                         | 作詞       | 作曲       | 編曲                       | 時間 |
| -- | -------------------------------- | ---------- | ---------- | -------------------------- | ---- |
| 1. | 「セーラー服と機関銃」           | 来生えつこ | 来生たかお | 井上鑑                     | 4:41 |
| 2. | 「すこしだけやさしく」           | 松本隆     | 大瀧詠一   | 井上鑑                     | 4:39 |
| 3. | 「元気を出して」                 | 竹内まりや | 竹内まりや | 椎名和夫                   | 3:58 |
| 4. | 「メイン・テーマ」               | 松本隆     | 南佳孝     | 大村雅朗                   | 3:25 |
| 5. | 「紅い花、青い花」               | 松本隆     | 細野晴臣   | 細野晴臣、越美晴、小西康陽 | 4:23 |
| 6. | 「あなたを・もっと・知りたくて」 | 松本隆     | 筒美京平   | 武部聡志                   | 3:51 |

| #  | タイトル                                         | 作詞     | 作曲     | 編曲       | 時間 |
| -- | ------------------------------------------------ | -------- | -------- | ---------- | ---- |
| 1. | 「探偵物語」                                     | 松本隆   | 大瀧詠一 | 井上鑑     | 3:55 |
| 2. | 「2×2 Two by two」                               | 阿木燿子 | 辻畑鉄也 | 武部聡志   | 3:04 |
| 3. | 「100粒の涙」                                    | 松本隆   | 筒美京平 | 武部聡志   | 4:01 |
| 4. | 「ステキな恋の忘れ方（「野蛮人のように」より）」 | 井上陽水 | 井上陽水 | 武部聡志   | 4:27 |
| 5. | 「ささやきのステップ」                           | 松本隆   | 佐藤健   | 船山基紀   | 4:17 |
| 6. | 「Woman "Wの悲劇"より」                          | 松本隆   | 呉田軽穂 | 松任谷正隆 | 3:53 |

### CD
| #   | タイトル                                         | 作詞       | 作曲       | 編曲                       | 時間 |
| --- | ------------------------------------------------ | ---------- | ---------- | -------------------------- | ---- |
| 1.  | 「セーラー服と機関銃」                           | 来生えつこ | 来生たかお | 井上鑑                     | 4:41 |
| 2.  | 「すこしだけやさしく」                           | 松本隆     | 大瀧詠一   | 井上鑑                     | 4:39 |
| 3.  | 「元気を出して」                                 | 竹内まりや | 竹内まりや | 椎名和夫                   | 3:58 |
| 4.  | 「メイン・テーマ」                               | 松本隆     | 南佳孝     | 大村雅朗                   | 3:25 |
| 5.  | 「紅い花、青い花」                               | 松本隆     | 細野晴臣   | 細野晴臣、越美晴、小西康陽 | 4:23 |
| 6.  | 「あなたを・もっと・知りたくて」                 | 松本隆     | 筒美京平   | 武部聡志                   | 3:51 |
| 7.  | 「探偵物語」                                     | 松本隆     | 大瀧詠一   | 井上鑑                     | 3:55 |
| 8.  | 「2×2 Two by two」                               | 阿木燿子   | 辻畑鉄也   | 武部聡志                   | 3:04 |
| 9.  | 「100粒の涙」                                    | 松本隆     | 筒美京平   | 武部聡志                   | 4:01 |
| 10. | 「ステキな恋の忘れ方（「野蛮人のように」より）」 | 井上陽水   | 井上陽水   | 武部聡志                   | 4:27 |
| 11. | 「ささやきのステップ」                           | 松本隆     | 佐藤健     | 船山基紀                   | 4:17 |
| 12. | 「Woman "Wの悲劇"より」                          | 松本隆     | 呉田軽穂   | 松任谷正隆                 | 3:53 |

### 楽曲解説
セーラー服と機関銃　
デビューシングルA面曲で、薬師丸主演映画『セーラー服と機関銃』主題歌。本作にはファースト・アルバム『古今集』スペシャル編のリアレンジ・バージョンで収録。
すこしだけやさしく　
2枚目のシングル「探偵物語」両A面曲。
元気を出して　
ファースト・アルバム『古今集』収録曲。
メイン・テーマ　
3枚目のシングルA面曲。薬師丸主演の映画『メイン・テーマ』主題歌。
紅い花、青い花　
アルバム『花図鑑』収録曲。
あなたを・もっと・知りたくて　
5枚目のシングルA面曲。
探偵物語　
2枚目のシングル両A面曲。薬師丸主演の映画『探偵物語』主題歌。
2×2 Two by two　
本アルバム唯一の新曲。
100粒の涙
アルバム『花図鑑』収録曲。
ステキな恋の忘れ方 （「野蛮人のように」より ）　
7枚目のシングルA面曲。薬師丸主演の映画『野蛮人のように』主題歌。
ささやきのステップ　
8枚目のシングルA面曲。
Woman "Wの悲劇"より　
4枚目のシングルA面曲。薬師丸主演映画『Wの悲劇』主題歌。

## 参考資料
- オリコン『ALBUM CHART-BOOK COMPLETE EDITION 1970-2005』オリコン・マーケティング・プロモーション、2006年4月。ISBN 978-4-87131-077-2。